# Сорма (река, впадает в Муромское озеро)
Сорма — река в России, протекает по территории Андомского сельского поселения Вытегорского района Вологодской области и Красноборского сельского поселения Пудожского района Республики Карелии. Длина реки — 12 км.

## Общие сведения
Река течёт преимущественно в северо-западном направлении по частично заболоченной местности.
Река в общей сложности имеет шесть малых притоков суммарной длиной 12 км.
Имет правый приток — реку Трёхвёрстку.
Впадает на высоте 33,2 м над уровнем моря в озеро Муромское, из которого вытекает река Муромка, впадающая в Онежское озеро.
Населённые пункты на реке отсутствуют.
Код объекта в государственном водном реестре — 01040100612102000017192.